# چلسی ولف
چلسی جوی وُلف (به انگلیسی: Chelsea Joy Wolfe؛ زادهٔ ۱۴ نوامبر ۱۹۸۳) خواننده-ترانه‌پرداز و موسیقی‌دان اهل آمریکایی می‌باشد. آثار او عناصر گوتیک راک، دوم متال و فولک را برمی‌گیرد.

## اوایل زندگی
ولف در رزویل، کالیفرنیا چشم بر جهان گشود و در ساکرامنتو، کالیفرنیا بزرگ شد. او از نژاد نروژی، سوئدی و آلمانی است. پدرش در یک گروه کانتری بود و صاحب یک استودیوی خانگی بود. ولف بخشی از کودکی خود را با مادربزرگش که او را با رایحه‌درمانی، ریکی و «دیگر عوالم» آشنا کرد، گذرانده‌است.